# Л
Л, л (el) é uma letra do alfabeto cirílico (décima terceira do alfabeto russo, décima sexta do ucraniano).
Originou-se da letra grega lambda (Λ).
Representa /l/, a aproximante lateral alveolar (como em lar), exceto se seguida por uma vogal palatalizadora, quando assume o som [lj].
A perna esquerda de Л é sempre curva e não deve ser confundida com a letra pe (П), que possui as duas pernas retas. Assim como de (Д), pode ser escrita também com o topo em ponta, como o lambda (Λ) – mas sempre mantendo a perna esquerda curva.